# KC-135 (航空機)
KC-135 ストラトタンカー
アメリカ空軍のKC-135R
- 用途：空中給油・輸送
- 分類：空中給油機・輸送機
- 製造者：ボーイング社
- 運用者

-  アメリカ合衆国（アメリカ空軍）
-  フランス（フランス空軍）
-  シンガポール（シンガポール空軍）
-  トルコ（トルコ空軍）
-  チリ（チリ空軍）

- 初飛行：1956年8月17日
- 生産数：803機
- 生産開始：1954年-1965年
- 運用開始：1957年
- 運用状況：現役
- ユニットコスト：3,960万USドル
- 原型機：ボーイング367-80

KC-135は、アメリカ空軍などが運用している空中給油・輸送機。愛称はストラトタンカー（Stratotanker：成層圏の燃料輸送機という意味）。
民間旅客機であるボーイング707の姉妹機として知られるが、実際には先行設計されていた輸送機型の367-80をベースにしつつ、開発中であったボーイング707の設計を反映させる形で造られた。このため、ボーイング707よりも就役は先であり、社内ではボーイング717のモデル名で呼ばれていた（このモデル名は一般には認知されていなかったため、後に製造された旅客機にも使用されることになる）。

## 開発経緯
ボーイング社が367-80を初飛行させて間もない1954年8月5日、アメリカ空軍は戦略航空軍団司令カーチス・ルメイの発案によって367-80を空中給油機KC-135として発注した。当時、アメリカ空軍ではB-47やB-52といったジェット戦略爆撃機の配備が進んでおり、これらと同じ速度で飛行可能な空中給油機を早急に必要としていた。しかしボーイング以外の提案にはダグラス社のC-132などペーパープランしか存在せず、その点で当時既に実機が製作されていた367-80が早急な実用化には有利だったのである。
当初は暫定的な採用に留めロッキード社に恒久使用を前提にした給油機を開発させる予定であったが、これを受けて開発されたL-193は結局計画のみに終わったため、KC-135が主力空中給油機の座を射止めることになった。

## 特徴
707と比較すると、KC-135は胴体直径が小さく（KC-135が3.66mに対し707は3.76m）、707ではほぼ主翼全体に広がっているクルーガーフラップもエンジンパイロン内側部分にしかない。また、試験飛行の結果エンジンノイズが後部胴体外板を疲労させることが判明したため、後部胴体を補強するスティフナーを25本巻きつけた。生産当初は707と同様、垂直尾翼が低い上に方向舵が動力式ではなかったため、離陸滑走時の方向維持が非常に難しかっただけでなくエンジン故障によって推力が非対称になると機首の振りを当て舵で抑えきれないという問題があった。これを解消するべく、後に垂直尾翼を101.60cm高くし油圧動力式方向舵を導入する改修が行われた。当初、KC-135では離陸時にフラップを40度まで展開できたが、1958年6月27日の事故を受けて改修された。
空中給油機としては主翼と胴体床下タンクに計88.452t（115,562ℓ）の燃料を搭載可能だが、KC-135Rのみ主翼内の燃料の一部は給油に使用できず別枠で管理されている。給油装置はフライングブーム方式で、プローブアンドドローグ方式の機体に給油する際には給油ブームの先端にドローグ方式のアタッチメントを取り付ける必要があるが、後の改修によって両翼端にMk.32B ドローグポッドが追加された機体もある。給油オペレーター席は胴体後部にあり、前任のKC-97やKB-29と同様うつ伏せになって操作を行う。
輸送機としては最大38tのペイロードを持ち、シートを増設すれば最大126人の人員を乗せられる広さから、給油機能を残したまま通信中継機「コンバット・ライトニング」やVIP輸送機として使われた機体もある。ただし貨物室床面にローラー・パレット用の装備が施されていないため、湾岸戦争後、一部の機体にはC-5などに備えられている貨物ローラー・システムが追加されている。また、搭載燃料全量を自己消費することで長い滞空時間が得られるため、1958年4月7日の横田基地～アゾレス諸島間のノンストップ飛行「オペレーション・ジェットストリーム」で、16,462kmの直線飛行距離と東京～ワシントン間の地点間速度792km/hを達成するなど、いくつかの世界記録を樹立した。給油ブームを外した輸送機型C-135も開発されたが、これはC-141配備までの中継ぎにしかならず、多くの機体がVIP輸送機（VC-135）や空中指揮管制機（EC-135）などに改造された。他の派生型としては、テスト機（NKC/JKC-135）やSR-71偵察機用JP-7特殊燃料タンカー（KC-135Q）がある。

## 近代化改修
1975年からは耐用年数延長のため主翼下面の外板の張り替えがC-135系全機に実施され、1988年に完了した。同時にエンジン換装を含めたKC-135A近代化計画がスタートし、まず、エンジンを余剰となった707から取り外したJT3D ターボファンエンジン（軍制式名称TF33-PW-102、推力8,160kgf、スラストリバーサー付き）に換装したKC-135Eが1982年1月以降空軍州兵、空軍予備役軍団に引き渡された（161機）。リエンジンによって離陸性能が向上し、航続距離も約20%改善した。他にも電気系統の改良や707から取り外した大型水平尾翼の装備も行われている。
そして、もう1つの近代化計画として、エンジンをCFM56 ターボファンエンジン（軍制式名称：F108-CF-100、推力：9,980kgf）に換装したKC-135Rは、1984年7月から戦略航空軍団への引き渡しが始まった。こちらは燃料搭載量の増加とAPUの追加が行われ、エンジンパイロンは新設計となった。さらに水平尾翼の拡大、脚の強化に伴うアンチスキッド・ディスクブレーキの採用、アビオニクス更新、電気/油圧システムの全面更新などの大規模な改修によって2020年頃までの使用が可能とされた。エンジンの低燃費化と燃料搭載量増加によって給油能力は50%向上し、湾岸戦争ではR型2機でA型3機に相当すると評された。また、KC-135QのCFM換装型はKC-135Tと呼ばれ、R/T型あわせて415機改造された。
E型とR型を比較すると、APUを装備するR型は地上支援施設の援助なしで自立運用ができるが、スラストリバーサーを装備するE型は着陸性能でR型に勝る。R型は1997～2001年のPacer-CRAG計画や2016年からのBlock 45改修によってコックピットの近代化を段階的に進めていったのに対し、E型は2009年に最後の機体がアメリカ空軍から退役している。
1990年代後半には後継機計画であるKC-X（次期空中給油機選定計画）が開始され、紆余曲折の末2011年2月にKC-767をベースにしたKC-46Aが後継機に選定された。計画では179機を調達予定で、まず18機を2017年までに調達するとしている。しかし充分な数のKC-46を調達するには予算が足りないため、KC-135をさらに40年延命するための改修を実施する予定である。

## ギャラリー

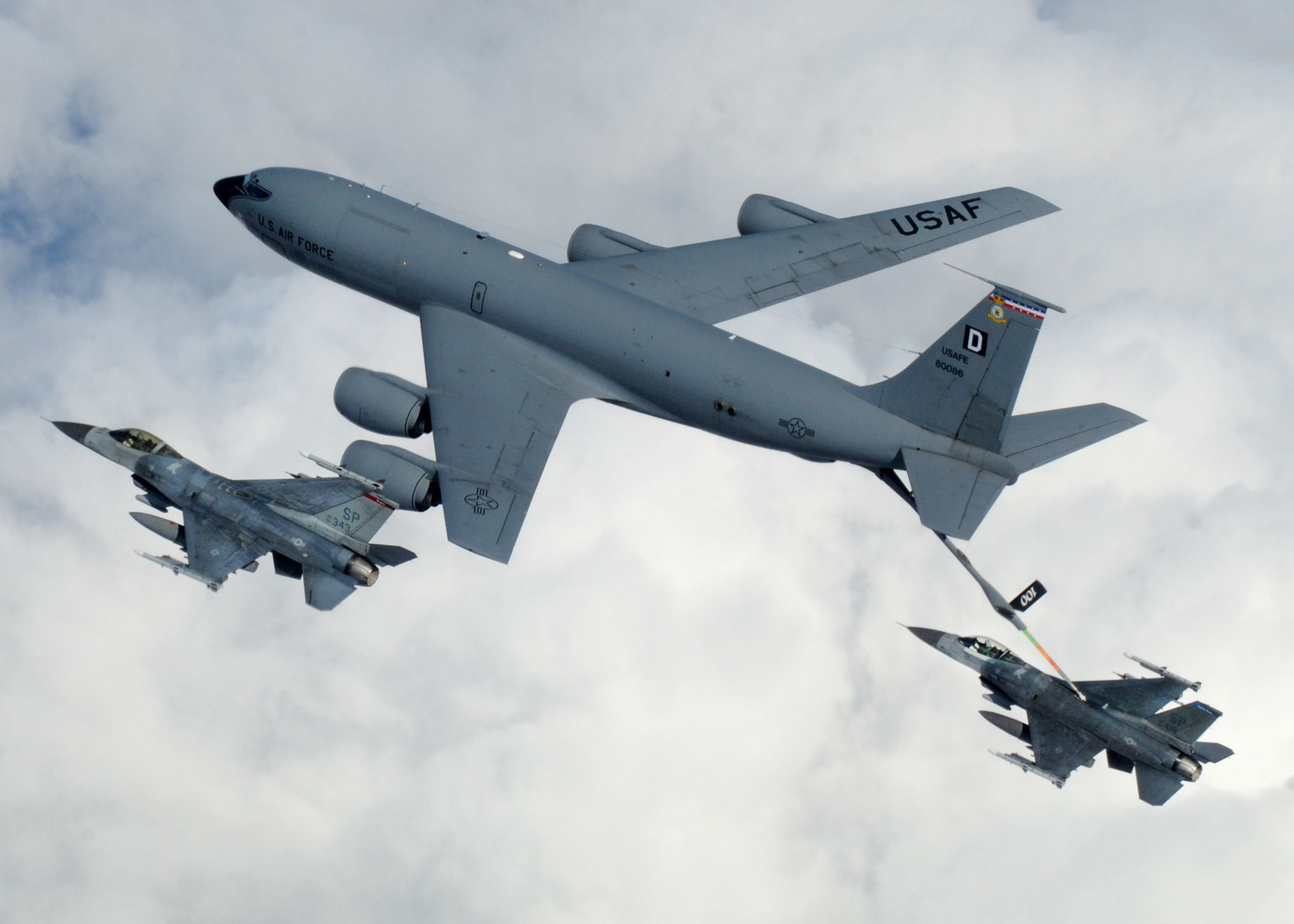
F-16に給油するKC-135R
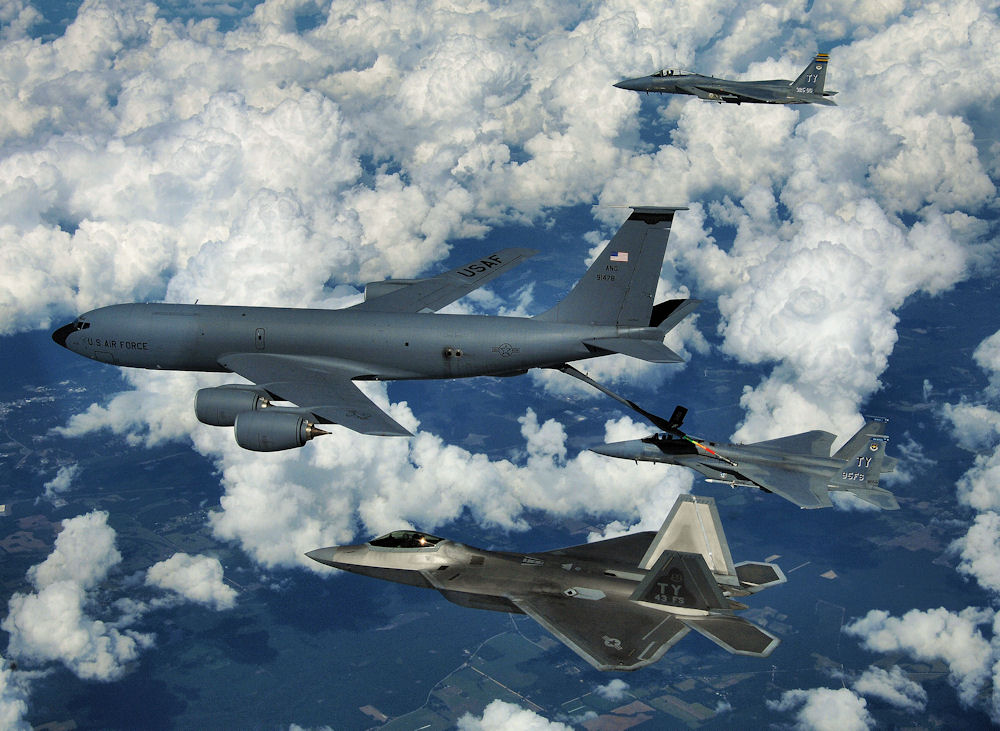
給油中のF-15（中央）とF-22（下）
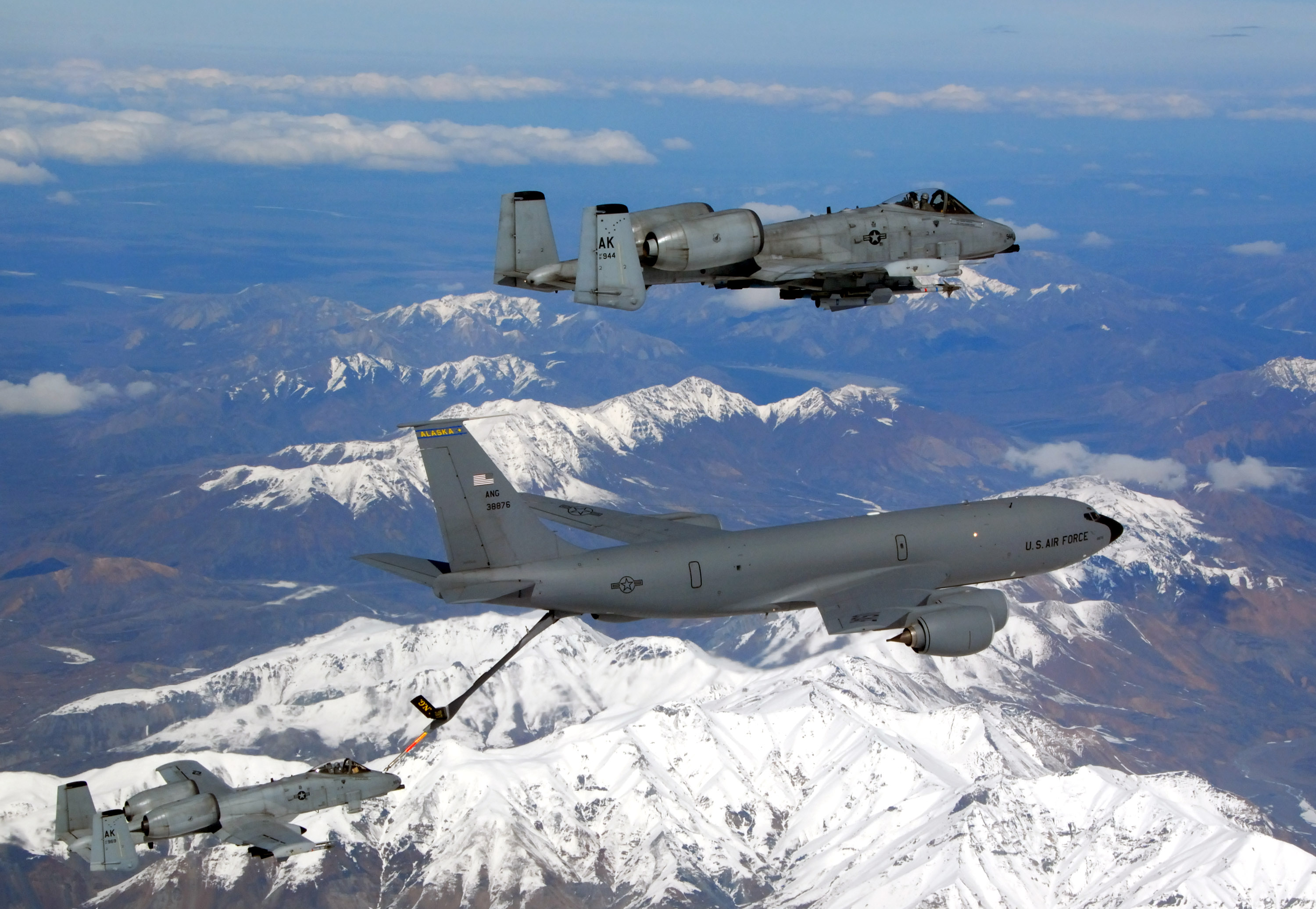
給油中のA-10
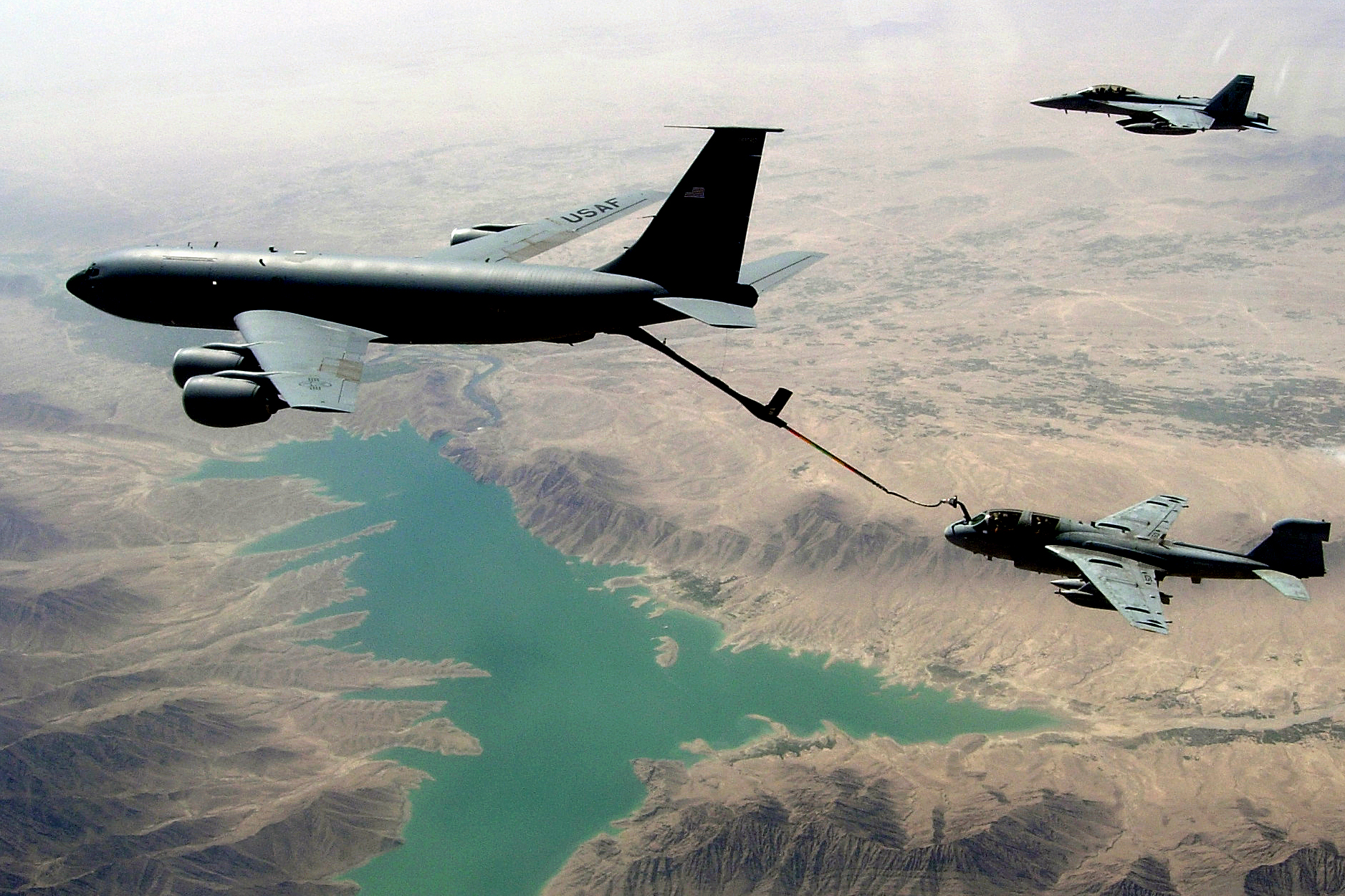
アタッチメントを使用して給油中のEA-6B（下）とF/A-18F（上）
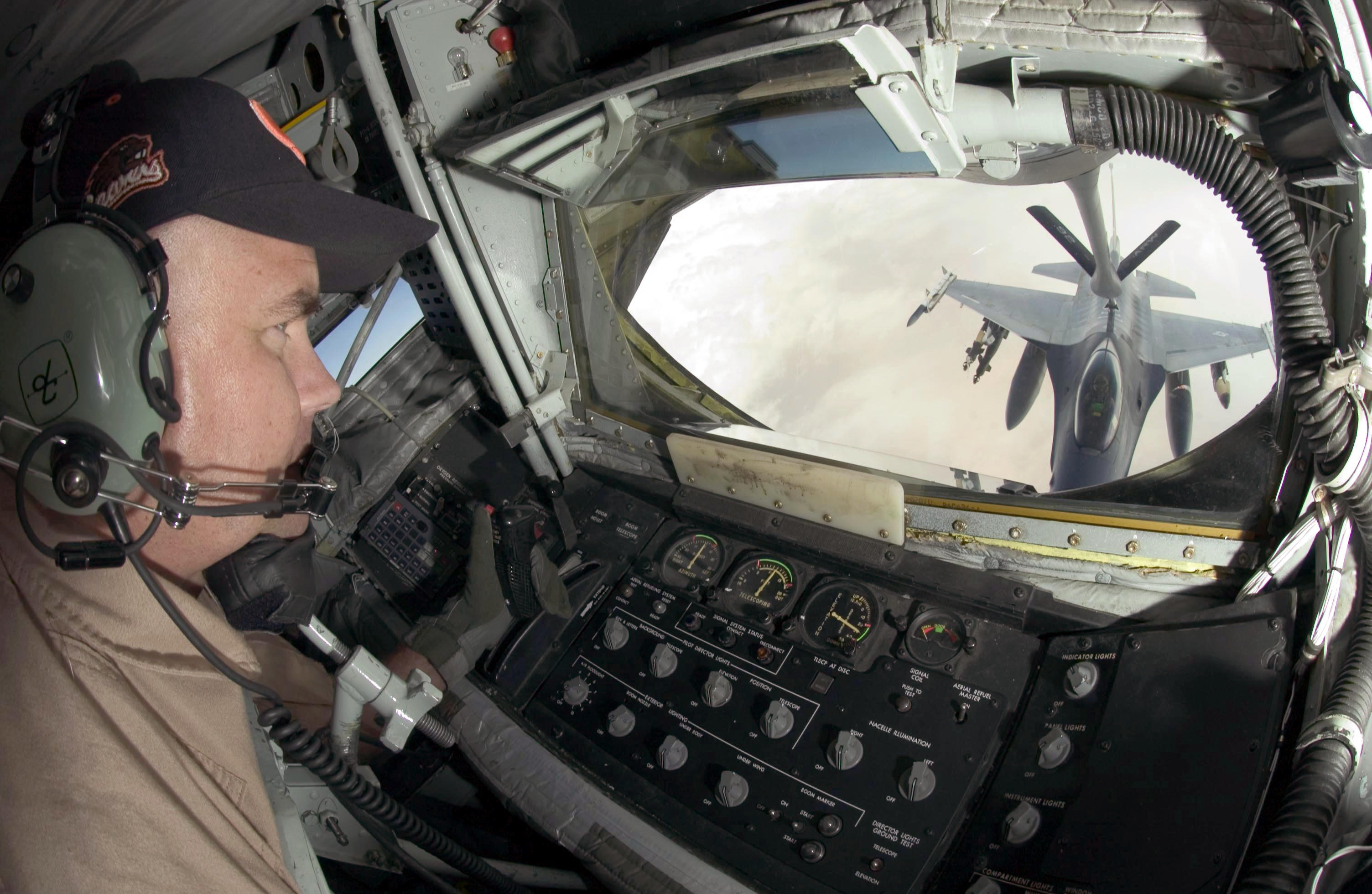
給油オペレータ席
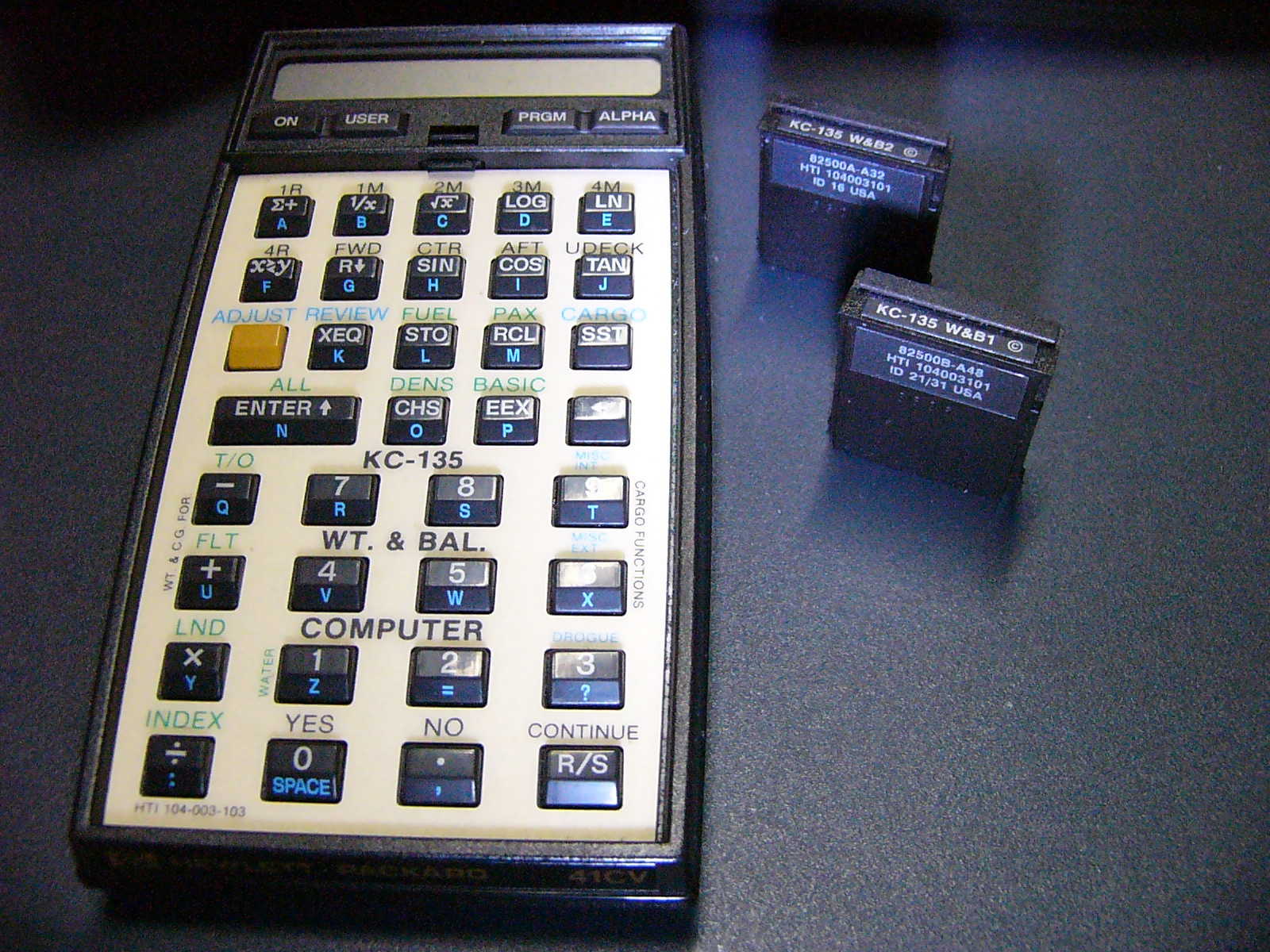
給油オペレータ用ウェイト&バランスコンピュータ
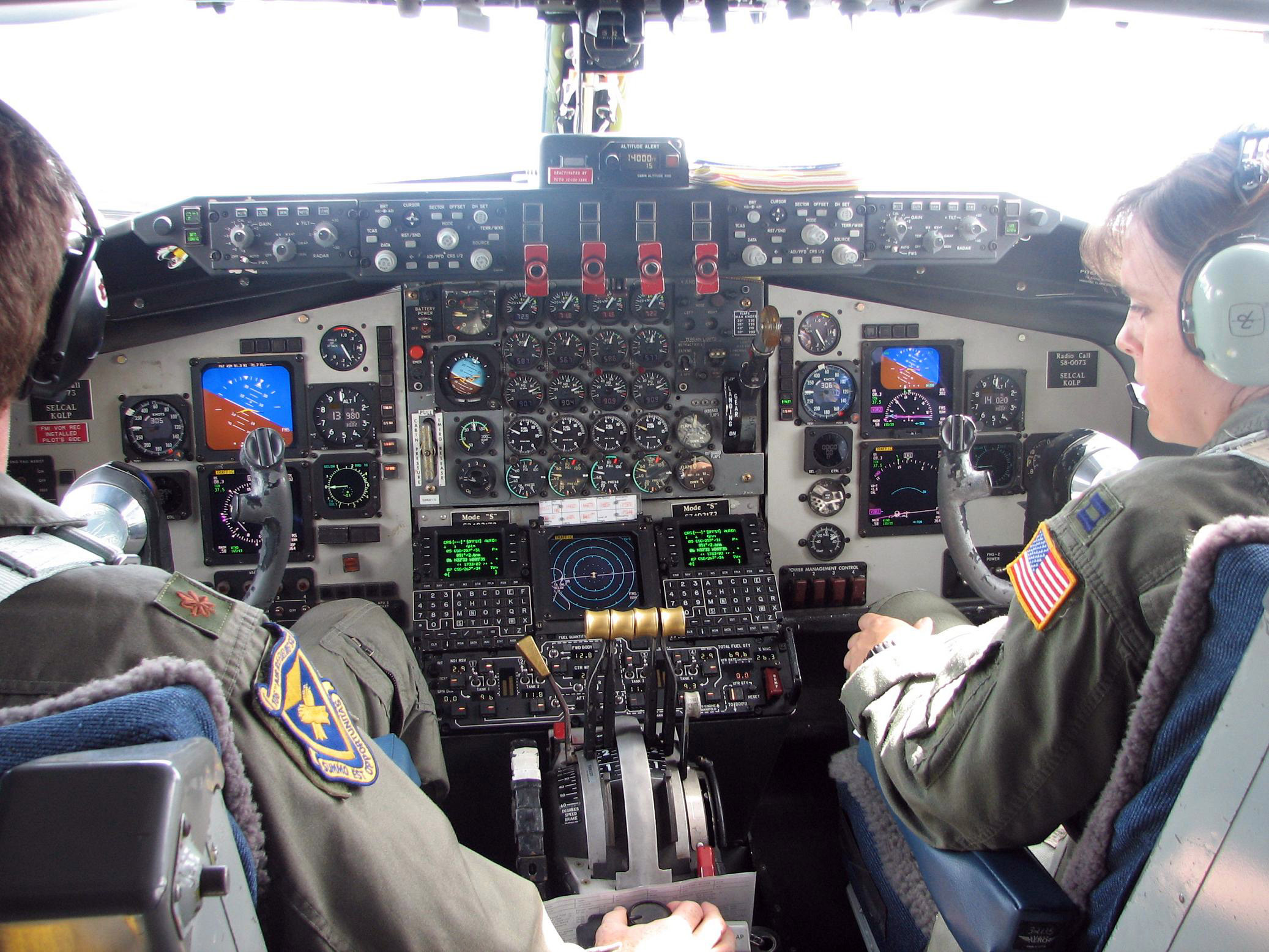
KC-135Rのコックピット
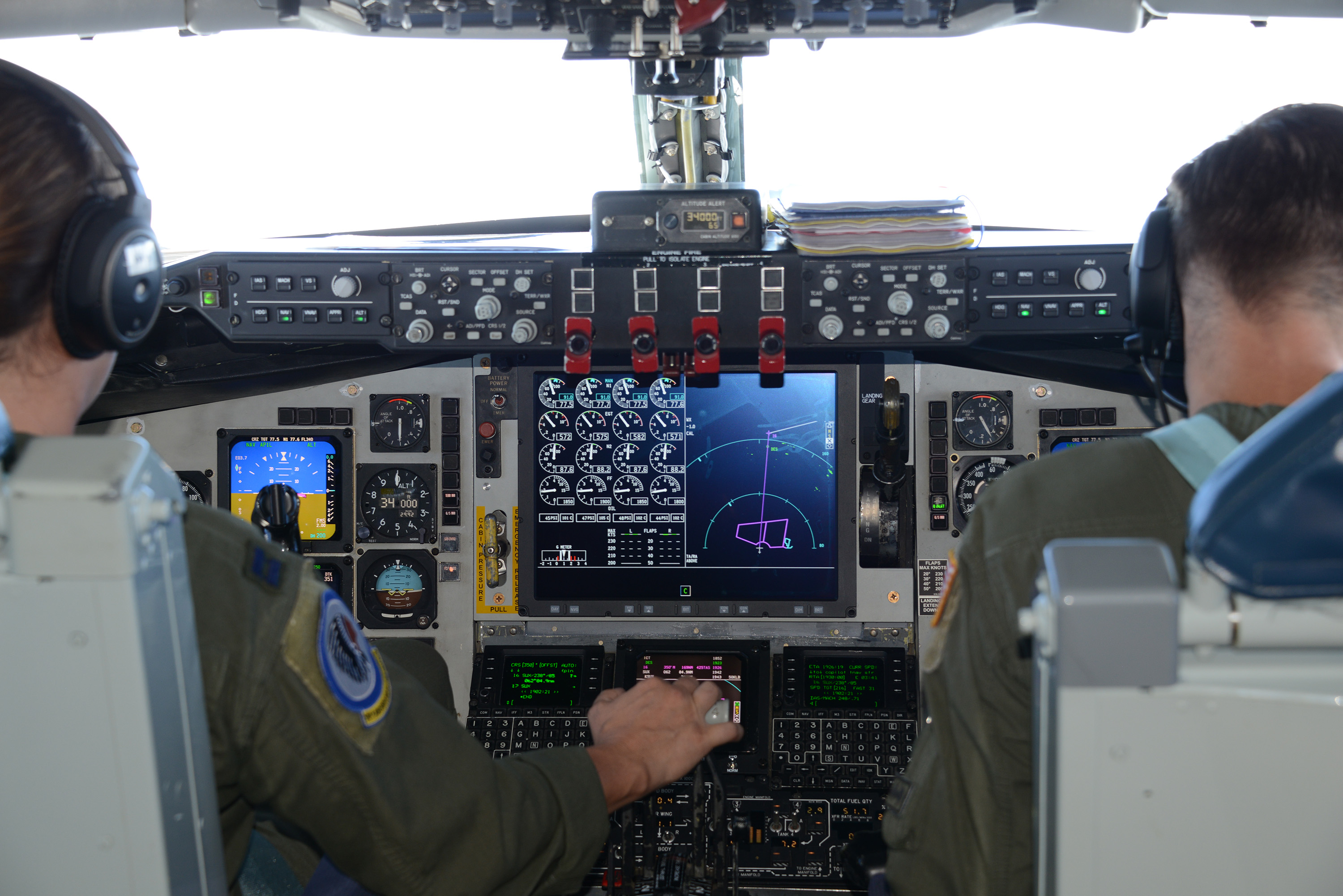
Block 45改修によってグラスコックピット化されたKC-135Rのコックピット

## 採用国
アメリカ合衆国
NASAではアメリカ空軍の払い下げを嘔吐彗星として使用していた。
 フランス
C-135Fとして新造機を12機導入。うち11機は後にエンジン換装によりC-135FRとなる。後に元米空軍機のKC-135Rも3機取得。エアバス A330-200 MRTTに代替され、2025年6月30日に退役した。
 トルコ
1994年より旧米空軍のKC-135Rを9機導入。
 シンガポール
1999年より旧米空軍のKC-135Rを4機導入。A330 MRTTに代替され、2019年6月に退役。
 チリ
2010年より旧米空軍のKC-135Eを3機導入。

## バリエーション
C-135も参照。ここには空中給油機型のみ記載。
KC-135A
量産型。搭載エンジンはJ57。732機製造。
KC-135B
A型をC-135B規格にしたもの。実際には全てEC-135C/Jとして納入された。
KC-135D
RC-135Aを空中給油機に改造したもの。
KC-135E
空軍州兵・空軍予備役軍団向け改修機。A型のエンジンをボーイング707から取り外したTF33に換装し、水平尾翼も同じく707から取り外したものに換装している。
KC-135Q
SR-71偵察機用のJP-7燃料に対応した空中給油機。JP-7を自身が使用する通常のジェット燃料と併せて搭載するが、通常のジェット燃料のみ扱うこともできる。また、SR-71とのランデブーを確実なものにするため航法/通信機器も強化されている。A型より56機改造された。
KC-135R
A型のエンジンをF108に換装し、燃料搭載量の増加とAPUの追加などが行われた改修機。
KC-135T
Q型を通常燃料搭載機として改修した機体。基本的にR型と同じ。
C-135F
フランス向け。後にKC-135Rと同様の改修が施され、C-135FRとなった。

## 仕様
KC-135A
- 全長：41.5 m
- 全高：12.7 m
- 全幅：38.9 m
- 自重：48 t
- エンジン：P&W J57-P-59W ターボジェット（ 推力：4,536 kg ）4基
- 最大速度：940 km/h

KC-135R
- 全長：41.53 m
- 全高：12.7 m
- 全幅：39.88 m
- 最大離陸重量：146.285 t
- 最大燃料搭載量：90.719 t（F-15E：8.9機、F-22：8機、F-35：11機が満タンになる）
- 最大貨物搭載量：37.648 t / 人員37名
- エンジン：F108-CF-100 ターボファンエンジン（推力：9,798kg）4基[19]

|                | KC-135R                                | KC-10                                  | KC-767                     | KC-46                      | エアバス A330 MRTT                       | Il-78M                                 |
| -------------- | -------------------------------------- | -------------------------------------- | -------------------------- | -------------------------- | ---------------------------------------- | -------------------------------------- |
| 画像           |                                        |                                        |                            |                            |                                          |                                        |
| 乗員           | 3名                                    | 4名                                    | 3名                        | 3名                        | 3名                                      | 6名                                    |
| 全長           | 41.53 m                                | 55.4 m                                 | 48.51 m                    | 50.5 m                     | 58.8 m                                   | 46.6 m                                 |
| 全幅           | 39.88 m                                | 50.4 m                                 | 47.57 m                    | 48.1 m                     | 60.3 m                                   | 50.5 m                                 |
| 全高           | 12.7 m                                 | 17.1 m                                 | 15.9 m                     | 15.9 m                     | 17.4 m                                   | 14.76 m                                |
| 空虚重量       | ―                                      | ―                                      | ―                          | 82.377 t                   | ―                                        | ―                                      |
| 基本離陸重量   | ―                                      | 109.328 t                              | ―                          | ―                          | ―                                        | ―                                      |
| 最大離陸重量   | 146.285 t                              | 266.5 t                                | 186.88 t                   | 188.24 t                   | 233 t                                    | 190 t                                  |
| 最大燃料搭載量 | 90.719 t                               | 160.2 t                                | 72.877 t                   | 96.297 t                   | 111 t                                    | 69 - 74 t                              |
| 発動機         | F108-CF-100×4                          | CF6-50-C2×3                            | CF6-80C2B6F×2              | PW4062×2                   | トレント772B /CF6-80E1A3 ×2              | PS-90A-76×4                            |
| 発動機         | ターボファン                           |                                        |                            |                            |                                          |                                        |
| 最大速度       | 933 km/h                               | 982 km/h                               | 915 km/h                   | 915 km/h                   | 880 km/h                                 | 850 km/h                               |
| 採用国         | 5                                      | 1                                      | 2                          | 3                          | 10 （NATO6カ国はNATOとして計上）         | 7                                      |
| 給油方式       | 有人直視 ブーム/ドローグ可（併用不可） | 有人直視 ブーム/ドローグ可（併用不可） | 有人遠隔 ブーム/ドローグ可 | 有人遠隔 ブーム/ドローグ可 | 有人遠隔（自動給油可） ブーム/ドローグ可 | 型式により無人可 ドローグポッド3基のみ |

## 登場作品
『沈黙のステルス』
KC-135Qが登場。主人公らがアフガニスタンへ向かうために搭乗するSR-71戦略偵察機に対して空中給油を行う。
『博士の異常な愛情』
KC-135Aが登場。オープニングにて、B-52戦略爆撃機に対して空中給油を行うシーンが映されている。